# NAMC YS-33
NAMC YS-33 – niezrealizowany projekt japońskiego samolotu pasażerskiego średniego zasięgu wytwórni Nihon Aircraft Manufacturing Corporation.

## Historia
Komercyjny sukces samolotu pasażerskiego średniego zasięgu NAMC YS-11 zaowocował planami dalszego rozwoju samolotów serii YS. Pod koniec lat 60. XX wieku rozpoczęto program budowy samolotu większego, o większym zasięgu, napędzanego trzema silnikami turbowentylatorowymi zabudowanymi na samolocie w układzie dwa pod skrzydłami, jeden w podstawie statecznika pionowego. Firma zaangażowała duże środki w rozwój konstrukcji, licząc na szybkie wejście na rynek samolotów komunikacyjnych. Szybkość była jak najbardziej wskazana, wcześniejsza konstrukcja, NAMC YS-11 pojawił się już po wejściu na rynek samolotów typu Fokker F-27, Handley Page H.P.R. 7 Herald czy Hawker Siddeley HS 748, które odebrały japońskiej maszynie potencjalnych klientów. Tym razem YS-33 konkurował z francuskim Dassault Mercure i amerykańskimi McDonnell Douglas DC-10 i Lockheed L-1011. Żaden z nich jeszcze nie wzbił się w powietrze i Japończycy mieli nadzieję, że to właśnie ich samolot będzie tym pierwszym. Planowano sprzedaż około 300 samolotów YS-33 na początku lat 70. Niestety, kryzys naftowy z 1973 roku pokrzyżował plany japońskiej wytwórni i cały projekt nowego samolotu został anulowany.

## Wersje
Planowano wybudować trzy wersje nowego samolotu:
- NAMC YS-33-10
- NAMC YS-33-20
- NAMC YS-33-30